# Cormocephalus bevianus
Cormocephalus bevianus är en mångfotingart som beskrevs av Lawrence 1960. Cormocephalus bevianus ingår i släktet Cormocephalus och familjen Scolopendridae.
Artens utbredningsområde är Madagaskar. Inga underarter finns listade i Catalogue of Life.